# Seznam dílů seriálu Znovu 20
Toto je seznam dílů seriálu Znovu 20. Americký dramatický televizní seriál Znovu 20 měl premiéru na stanici TV Land 31. března 2015. Vznikl podle stejnojmenné knihy autorky Pamely Redmond Satran. V seriálu hraje hlavní roli Sutton Foster a dále hrají Hilary Duff, Debi Mazar, Miriam Shor, Nico Tortorella, Molly Bernard a Peter Hermann. Tvůrcem seriálu je Darren Star, který stojí za seriály jako Sex ve městě, Beverly Hills 90210 a Melrose Place. 
První řada se skládala z 12 dílů a měla premiéru 31. března 2015. Seriál získal pozitivní kritiky a získal druhou řadu, která se měla také 12 dílů. Před premiérou druhé série byla objednána třetí řada. Třetí řada měla premiéru dne 28. září 2016. Čtvrtá řada měla premiéru dne 28. června 2017. Dne 20. dubna 2017 stanice objednala pátou řadu, která měla premiéru dne 5. června 2018. Dne 4. června 2018 stanice objednala šestou řadu, která měla premiéru 12. června 2019. Dne 24. července 2019 stanice objednala sedmou řadu, která měla premiéru 15. dubna 2021.

## Přehled řad
| Řada | Díly | Premiéra v USA  | Premiéra v USA    | Premiéra v ČR     | Premiéra v ČR     |
| Řada | Díly | První díl       | Poslední díl      | První díl         | Poslední díl      |
| ---- | ---- | --------------- | ----------------- | ----------------- | ----------------- |
| 1    | 12   | 31. března 2015 | 9. června 2015    | 25. července 2019 | 30. července 2019 |
| 2    | 12   | 13. ledna 2016  | 23. března 2016   | 31. července 2019 | 5. srpna 2019     |
| 3    | 12   | 28. září 2016   | 14. prosince 2016 | 6. srpna 2019     | 11. srpna 2019    |
| 4    | 12   | 28. června 2017 | 13. září 2017     | 12. srpna 2019    | 17. srpna 2019    |
| 5    | 12   | 5. června 2018  | 28. srpna 2018    | 18. srpna 2019    | 23. srpna 2019    |
| 6    | 12   | 12. června 2019 | 4. září 2019      | 23. října 2019    | 28. října 2019    |
| 7    | 12   | 15. dubna 2021  | 10. června 2021   | 19. prosince 2023 | 19. prosince 2023 |

## Seznam dílů

### První řada (2015)
| Č. v seriálu | Č. v řadě | Původní název                  | Český název            | Režie           | Scénář                                              | Premiéra v USA  | Premiéra v ČR     |
| ------------ | --------- | ------------------------------ | ---------------------- | --------------- | --------------------------------------------------- | --------------- | ----------------- |
| 1            | 1         | Pilot                          | Nový začátek           | Darren Star     | Darren Star                                         | 31. března 2015 | 25. července 2019 |
| 2            | 2         | Liza Sows Her Oates            | Ukaž svoji Oatesovou   | Darren Star     | Darren Star                                         | 31. března 2015 | 25. července 2019 |
| 3            | 3         | IRL                            | Okouzlující setkání    | Darren Star     | Dottie Dartland Zicklin A Eric Zicklin              | 7. dubna 2015   | 26. července 2019 |
| 4            | 4         | The Exes                       | Velká smršť            | Tamra Davis     | Rick Singer                                         | 14. dubna 2015  | 26. července 2019 |
| 5            | 5         | Girl Code                      | Holčičí kodex          | Tamra Davis     | Alison Brown                                        | 29. dubna 2015  | 27. července 2019 |
| 6            | 6         | Shedonism                      | Požitkářka             | Arlene Sanford  | Darren Star, Dottie Dartland Zicklin a Eric Zicklin | 28. dubna 2015  | 27. července 2019 |
| 7            | 7         | Broke and Pantyless            | Zlomená a bez kalhotek | Peter Lauer     | Darren Star                                         | 5. května 2015  | 28. července 2019 |
| 8            | 8         | Sk8                            | Skejťačka              | Peter Lauer     | Dottie Dartland Zicklin & Eric Zicklin              | 12. května 2015 | 28. července 2019 |
| 9            | 9         | I'm With Stupid                | Šála                   | Steven Tsuchida | Alison Brown                                        | 19. května 2015 | 29. července 2019 |
| 10           | 10        | The Boy With the Dragon Tattoo | Kluk s tetováním draka | Steven Tsuchida | Rick Singer                                         | 26. května 2015 | 29. července 2019 |
| 11           | 11        | Hot Mitzvah                    | Sexy micva             | Tricia Brock    | Dottie Dartland Zicklin a Eric Zicklin              | 2. června 2015  | 30. července 2019 |
| 12           | 12        | The Old Ma'am and the C        | Téměř odhalena         | Tricia Brock    | Darren Star                                         | 9. června 2015  | 30. července 2019 |

### Druhá řada (2016)
| Č. v seriálu | Č. v řadě | Původní název                     | Český název                 | Režie           | Scénář                                 | Premiéra v USA  | Premiéra v ČR     |
| ------------ | --------- | --------------------------------- | --------------------------- | --------------- | -------------------------------------- | --------------- | ----------------- |
| 13           | 1         | Tattoo You                        | Potetovaná                  | Steven Tsuchida | Darren Star                            | 13. ledna 2016  | 31. července 2019 |
| 14           | 2         | The Mao Function                  | Nabídka, která se neodmítá  | Steven Tsuchida | Dottie Dartland Zicklin a Eric Zicklin | 13. ledna 2016  | 31. července 2019 |
| 15           | 3         | Like a Boss                       | Jako šéfová                 | Peter Lauer     | Dottie Dartland Zicklin A Eric Zicklin | 20. ledna 2016  | 1. srpna 2019     |
| 16           | 4         | The Jade Crusade                  | Výprava za Jade             | Peter Lauer     | Jessie Cantrell                        | 27. ledna 2016  | 1. srpna 2019     |
| 17           | 5         | Jersey, Sure                      | Lízátko                     | Tamra Davis     | Terri Minsky                           | 3. února 2016   | 2. srpna 2019     |
| 18           | 6         | Un-Jaded                          | Jak se zbavit Jade          | Tamra Davis     | Rick Singer                            | 10. února 2016  | 2. srpna 2019     |
| 19           | 7         | Into the Woods & Out of the Woods | Z lesa do lesa              | Todd Biermann   | Eliot Glazer                           | 17. února 2016  | 3. srpna 2019     |
| 20           | 8         | Beyond Therapy                    | Víc než terapie             | Todd Biermann   | Grant Sloss                            | 24. února 2016  | 3. srpna 2019     |
| 21           | 9         | The Good Shepherd                 | Dobrý pastýř                | Andrew Fleming  | Darren Star                            | 2. března 2016  | 4. srpna 2019     |
| 22           | 10        | Bad Romance                       | Stará láska                 | Andrew Fleming  | Alison Brown                           | 9. března 2016  | 4. srpna 2019     |
| 23           | 11        | Secrets & Liza                    | Tajemství a Liza            | Peter Lauer     | Dottie Dartland Zicklin a Eric Zicklin | 16. března 2016 | 5. srpna 2019     |
| 24           | 12        | No Weddings & a Funeral           | Žádná svatba a jeden pohřeb | Peter Lauer     | Darren Star                            | 23. března 2016 | 5. srpna 2019     |

### Třetí řada (2016)
| Č. v seriálu | Č. v řadě | Původní název              | Český název                | Režie                   | Scénář                                              | Premiéra v USA     | Premiéra v ČR  |
| ------------ | --------- | -------------------------- | -------------------------- | ----------------------- | --------------------------------------------------- | ------------------ | -------------- |
| 25           | 1         | A Kiss is Just A Kiss      | Polibek na rozloučenou     | Steven Tsuchida         | Darren Star                                         | 28. září 2016      | 6. srpna 2019  |
| 26           | 2         | The Marshmallow Experiment | Pokus s marshmallow        | Steven Tsuchida         | Dottie Dartland Zicklin a Eric Zicklin              | 5. října 2016      | 6. srpna 2019  |
| 27           | 3         | Last Days of Books         | Na pokraji krachu          | Tricia Brock            | Alison Brown                                        | 12. října 2016     | 7. srpna 2019  |
| 28           | 4         | A Night at the Opera       | Večer v opeře              | Tricia Brock            | Grant Sloss                                         | 19. října 2016     | 7. srpna 2019  |
| 29           | 5         | P is for Pancake           | P jako palačinka           | Peter Lauer             | Jessie Cantrell                                     | 26. října 2016     | 8. srpna 2019  |
| 30           | 6         | Me, Myself, and O          | Já, moje já a O            | Peter Lauer             | Lyle Friedman a Ashley Skidmore                     | 2. listopadu 2016  | 8. srpna 2019  |
| 31           | 7         | Ladies Who Lust            | Toužící dámy               | Todd Biermann           | Lila Feinberg                                       | 9. listopadu 2016  | 9. srpna 2019  |
| 32           | 8         | What's Up, Dock?           | Tak co, doktore?           | Todd Biermann           | Alison Brown                                        | 16. listopadu 2016 | 9. srpna 2019  |
| 33           | 9         | Summer Friday              | Letní pátek                | Peter Lauer             | Darren Star                                         | 30. listopadu 2016 | 10. srpna 2019 |
| 34           | 10        | Pigeons, Parrots & Storks  | Holubi, papoušci a čápi    | Peter Lauer             | Dottie Dartland Zicklin, Eric Zicklin a Grant Sloss | 7. prosince 2016   | 10. srpna 2019 |
| 35           | 11        | A Book Fair To Remember    | Pamětihodný knižní veletrh | Andrew Fleming          | Alison Brown                                        | 14. prosince 2016  | 11. srpna 2019 |
| 36           | 12        | Get Real                   | Vzpamatujte se             | Dottie Dartland Zicklin | Darren Star, Dottie Dartland Zicklin a Eric Zicklin | 14. prosince 2016  | 11. srpna 2019 |

### Čtvrtá řada (2017)
| Č. v seriálu | Č. v řadě | Původní název               | Český název           | Režie                   | Scénář                                               | Premiéra v USA   | Premiéra v ČR  |
| ------------ | --------- | --------------------------- | --------------------- | ----------------------- | ---------------------------------------------------- | ---------------- | -------------- |
| 37           | 1         | Post Truth                  | Po pravdě             | Steven Tsuchida         | Darren Star                                          | 28. června 2017  | 12. srpna 2019 |
| 38           | 2         | Gettin’ Hygge With It       | Udělej to podle Hygge | Steven Tsuchida         | Dottie Dartland Zicklin a Eric Zicklin               | 5. července 2017 | 12. srpna 2019 |
| 39           | 3         | Forged in Fire              | Ukován v ohni         | Todd Biermann           | Alison Brown                                         | 12. června 2017  | 13. srpna 2019 |
| 40           | 4         | In the Pink                 | V růžovém             | Todd Biermann           | Grant Sloss                                          | 19. června 2017  | 13. srpna 2019 |
| 41           | 5         | The Gift of the Maggie      | Dárek od Maggie       | Brennan Shroff          | Ashley Skidmore a Lyle Friedman                      | 26. června 2017  | 14. srpna 2019 |
| 42           | 6         | A Close Shave               | O fous                | Brennan Shroff          | Don Roos                                             | 2. srpna 2017    | 14. srpna 2019 |
| 43           | 7         | Fever Pitch                 | Vyvrcholení           | Peter Lauer             | Joe Murphy                                           | 9. srpna 2017    | 15. srpna 2019 |
| 44           | 8         | The Gelato and the Pube     | Zmrzlina s chlupem    | Peter Lauer             | Dottie Dartland Zicklin a Eric Zicklin               | 16. srpna 2017   | 15. srpna 2019 |
| 45           | 9         | The Incident at Pound Ridge | Událost v Pound Ridge | Dottie Dartland Zicklin | Dottie Dartland Zicklin, Eric Zicklin a Alison Brown | 30. srpna 2017   | 16. srpna 2019 |
| 46           | 10        | A Novel Marriage            | Románové manželství   | Andrew Fleming          | Alison Brown                                         | 30. srpna 2017   | 16. srpna 2019 |
| 47           | 11        | It's Love, Actually         | Vlastně je to láska   | Andrew Fleming          | Grant Sloss                                          | 6. září 2017     | 17. srpna 2019 |
| 48           | 12        | Irish Goodbye               | Svatba                | Todd Biermann           | Darren Star, Don Roos a Joe Murphy                   | 13. září 2017    | 17. srpna 2019 |

### Pátá řada (2018)
| Č. v seriálu | Č. v řadě | Původní název             | Český název             | Režie           | Scénář                                 | Premiéra v USA    | Premiéra v ČR  |
| ------------ | --------- | ------------------------- | ----------------------- | --------------- | -------------------------------------- | ----------------- | -------------- |
| 49           | 1         | #LizaToo                  | Odhalení                | Steven Tsuchida | Darren Star                            | 5. června 2018    | 18. srpna 2019 |
| 50           | 2         | A Titanic Problem         | Titanic se potápí       | Steven Tsuchida | Dottie Dartland Zicklin a Eric Zicklin | 12. června 2018   | 18. srpna 2019 |
| 51           | 3         | The End of the Tour       | Konec turné             | Peter Lauer     | Alison Brown                           | 19. června 2018   | 19. srpna 2019 |
| 52           | 4         | The Talented Mr. Ridley   | Talentovaný pan Ridley  | Peter Lauer     | Grant Sloss                            | 26. června 2018   | 19. srpna 2019 |
| 53           | 5         | Big Little Liza           | Velká malá Liza         | Miriam Shor     | Ashley Skidmore                        | 10. července 2018 | 20. srpna 2019 |
| 54           | 6         | Sex, Liza and Rock & Roll | Sex, Liza a Rock & Roll | Steven Tsuchida | Joe Murphy                             | 17. července 2018 | 20. srpna 2019 |
| 55           | 7         | A Christmas Miracle       | Vánoční zázrak          | Peter Lauer     | Grant Sloss                            | 24. července 2018 | 21. srpna 2019 |
| 56           | 8         | The Bubble                | Bublina                 | Peter Lauer     | Dottie Dartland Zicklin a Eric Zicklin | 31. července 2018 | 21. srpna 2019 |
| 57           | 9         | Honk if You're Horny      | Ocenění                 | Todd Biermann   | Alison Brown                           | 7. srpna 2018     | 22. srpna 2019 |
| 58           | 10        | Girls on the Side         | Bokovky                 | Todd Biermann   | Joe Murphy                             | 14. srpna 2018    | 22. srpna 2019 |
| 59           | 11        | Fraudlein                 | Nabídka                 | Andrew Fleming  | Don Roos                               | 21. srpna 2018    | 23. srpna 2019 |
| 60           | 12        | Lizability                | Riziko jménem Liza      | Andrew Fleming  | Darren Starr a Grant Sloss             | 28. srpna 2018    | 23. srpna 2019 |

### Šestá řada (2019)
| Č. v seriálu | Č. v řadě | Původní název                   | Český název                 | Režie           | Scénář | Premiéra v USA    | Premiéra v ČR  |
| ------------ | --------- | ------------------------------- | --------------------------- | --------------- | --- | ----------------- | -------------- |
| 61           | 1         | Big Day                         | Den D                       | Steven Tsuchida | námět: Alison Greenberg, Dottie Dartland Zicklin a Eric Zicklin scénář: Dottie Dartland Zicklin a Eric Zicklin | 12. června 2019   | 23. října 2019 |
| 62           | 2         | Flush With Love                 | Nový přírůstek              | Steven Tsuchida | Don Roos | 19. června 2019   | 23. října 2019 |
| 63           | 3         | The Unusual Suspect             | Podezřelý prodej            | Brennan Shroff  | Grant Sloss | 26. června 2019   | 24. října 2019 |
| 64           | 4         | An Inside Glob                  | Nová konkurence             | Miriam Shor     | Alison Brown                                                                                                   | 10. července 2019 | 24. října 2019 |
| 65           | 5         | Stiff Competition               | Drsná konkurence            | Peter Lauer     | Joe Murphy | 17. července 2019 | 25. října 2019 |
| 66           | 6         | Merger, She Wrote               | Chce to sloučit, napsala    | Peter Lauer     | Ashley Skidmore                                                                                                | 24. července 2019 | 25. října 2019 |
| 67           | 7         | Friends with Benefits           | Přátelé s výhodami          | Todd Biermann   | Darren Star | 31. července 2019 | 26. října 2019 |
| 68           | 8         | The Debu-taunt                  | Odhalení                    | Todd Biermann   | Sarah Choi | 7. srpna 2019     | 26. října 2019 |
| 69           | 9         | Millennial's Next Top Model     | Nejde o věk, ale o přesnost | Jennifer Arnold | Grant Sloss | 14. srpna 2019    | 27. října 2019 |
| 70           | 10        | It's All About the Money, Honey | Peníze až na prvním místě   | Jennifer Arnold | Alison Brown                                                                                                   | 21. srpna 2019    | 27. října 2019 |
| 71           | 11        | Holding Out For A SHero         | Podat ruku hrdince          | Peter Lauer     | Joe Murphy | 28. srpna 2019    | 28. října 2019 |
| 72           | 12        | Forever                         | Navždy                      | Peter Lauer     | Don Roos | 4. září 2019      | 28. října 2019 |

### Sedmá řada (2021)
| Č. v seriálu | Č. v řadě | Původní název                        | Český název         | Režie           | Scénář                                   | Premiéra v USA  | Premiéra v ČR (Voyo) |
| ------------ | --------- | ------------------------------------ | ------------------- | --------------- | ---------------------------------------- | --------------- | -------------------- |
| 73           | 1         | A Decent Proposal                    | Žádost o ruku       | Andrew Fleming  | Darren Star                              | 15. dubna 2021  | 19. prosince 2023    |
| 74           | 2         | It's the End of the World, Worm Girl | Konec světa         | Andrew Fleming  | Don Roos                                 | 15. dubna 2021  | 19. prosince 2023    |
| 75           | 3         | FKA Millennial                       | AKA Millenial       | Andrew Fleming  | Dottie Dartland Zickling a Eric Zickling | 15. dubna 2021  | 19. prosince 2023    |
| 76           | 4         | Risky Business                       | Riskantní obchod    | Andrew Fleming  | Alison Brown                             | 15. dubna 2021  | 19. prosince 2023    |
| 77           | 5         | The Last Unicorn                     | Poslední jednorožec | Jennifer Arnold | Grant Sloss                              | 22. dubna 2021  | 19. prosince 2023    |
| 78           | 6         | The F World                          | Slovo na P          | Jennifer Arnold | Sarah Choi                               | 29. dubna 2021  | 19. prosince 2023    |
| 79           | 7         | The Son Also Rises                   | Syn povstává        | Jennifer Arnold | Joe Murphy                               | 6. května 2021  | 19. prosince 2023    |
| 80           | 8         | The Baroness                         | Baronka             | Jennifer Arnold | Don Roos                                 | 13. května 2021 | 19. prosince 2023    |
| 81           | 9         | Fallout                              | Důsledky            | Peter Lauer     | Alison Brown                             | 20. května 2021 | 19. prosince 2023    |
| 82           | 10        | Inku-baited                          | Úspěchy a prohry    | Peter Lauer     | Grant Sloss                              | 27. května 2021 | 19. prosince 2023    |
| 83           | 11        | Make No Mustique                     | Kolaudační párty    | Peter Lauer     | Dottie Dartland Zicklin a Eric Zicklin   | 3. června 2021  | 19. prosince 2023    |
| 84           | 12        | Older                                | Starší              | Peter Lauer     | Darren Star                              | 10. června 2021 | 19. prosince 2023    |